# インディオ (カリフォルニア州)

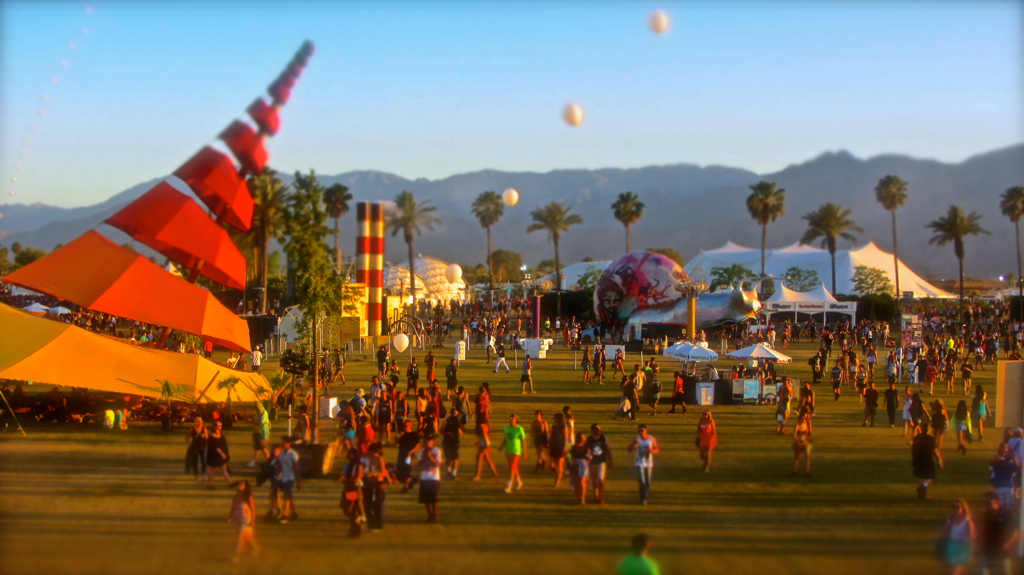
コーチェラ・フェスティバル

インディオ（Indio）は、アメリカ合衆国カリフォルニア州のリバーサイド郡にある都市。ロサンゼルスの東200キロメートルの砂漠地帯に位置している。コーチェラ・バレーの中心的な都市であり発展著しい。人口は8万9137人（2020年） 。
インディオは、1999年からコーチェラ・フェスティバルを開催している。他にも祝祭があり、祝祭の都市"The City of Festivals"のニックネームを持つ。　
インディオは1894年に設立された。これは、サザンパシフィック鉄道でロサンゼルスとユマの中間に位置するためである。また、インディオは南カリフォルニアの重要な農業地帯の一つで、椰子の木の生産で知られている。インディオ（Indio）という名称は、スペイン語のindio（先住民）から来ている。

## 地理

リバーサイド郡内の位置

インディオは北緯33度43分12秒 西経116度13分55秒 / 北緯33.72000度 西経116.23194度 (33.719871, -116.231889)に位置している。
アメリカ合衆国統計局によると、インディオは総面積69.2 km² (26.7 mi²) である。このうち69.1 km² (26.7 mi²) が陸地で0.04%が水域である。
インディオの標高は海面下で、市役所は海面下6メートルにある。東のコーアチェラ・バレーには、海面下50メートル未満の場所がある（ソルトン湖の沿岸）。
市の北には州間高速道路10号線が通る。

## 気候
気候は砂漠気候で、年間降水量は80ミリメートル程度。年間平均気温は22℃で最寒月の1月・12月は12度で、最暖月の7月は33度である。　平均最高気温は年間を通して20度以上、6月・7月は40度以上。

## 人口動勢
2000年の国勢調査によると、この都市には49,116人、13,871世帯、11,069家族が暮らしている。人口密度は710.5/km² (1,840.2/mi²).　16,909軒の住宅が、244.6/km² (633.6/mi²)の平均的な密度で建っている。人種構成は、白人48.67%、アフリカン・アメリカン2.77%、先住民1.04%、アジア1.51%、太平洋諸島系0.10%、その他の人種42.02%、混血3.89%。人口の75.39%はヒスパニック。
48.2%の世帯に18歳未満の未成年が住み、55.9%が既婚、16.7%が寡婦、20.2%が非家族。16.0%の世帯が単身で、7.0%に65歳以上が住む。世帯の構成人数の平均は3.48人で、家族の平均は3.88人だった。
この都市の35.3%が18歳未満、11.1%が18-24歳、29.4%が25-44歳、15.2%が45-64歳、9.1%が65歳以上。年齢の中央値は27歳。女性100人あたり男性は101.2人。18歳以上の女性100人当たり男性は98.8人。
この都市の世帯の平均的な収入は34,624米ドルで、家族の平均的な収入は35,564米ドル。男性の平均的な収入は25,651米ドルで、女性は21,093米ドル。一人当たり収入は13,525米ドル。約16.8%の家族、21.5%の人口は貧困線以下で、18歳未満の人口の28.2%、65歳以上の12.0%を含む。
インディオ市内には富裕層向けの観光施設があるが、市民の大部分は中流階級である。2020年アメリカ合衆国国勢調査によれば、市の人口の69パーセントはヒスパニックだった。